# Минавенд
Минаве́нд (перс. میناوند‎) — село на севере Ирана, в остане Альборз. Входит в состав шахрестана Талекан. Является частью дехестана (сельского округа) Миан-Талекан бахша Меркези.

## География
Село находится в северо-западной части Альборза, в горной местности южного Эльбурса, на расстоянии приблизительно 32 километров к северо-северо-западу (NNW) от Кереджа, административного центра провинции. Абсолютная высота — 2556 метров над уровнем моря.

## Население
По данным переписи 2006 года население села составляло 345 человек (175 мужчин и 170 женщин). В Минавенде насчитывалась 101 семья. Уровень грамотности населения составлял 83,77 %. Уровень грамотности среди мужчин составлял 85,71 %, среди женщин — 81,76 %.